# 7 Syberyjska Dywizja Strzelecka
7 Syberyjska Dywizja Strzelecka (ros. 7-я Сибирская стрелковая дивизия) – związek taktyczny Armii Imperium Rosyjskiego.
W 1914 wchodziła w skład 3 Syberyjskiego Korpusu Armijnego.

## Struktura organizacyjna
Organizacja w 1914
- Dowództwo dywizji – Irkuck
- 1 Brygada Strzelców – Irkuck
  - 25 Syberyjski pułk strzelców – Irkuck
  - 26 Syberyjski pułk strzelców – Innokentewskaja
- 2 Brygada Strzelców – Irkuck 
  - 27 Syberyjski pułk strzelców – Irkuck
  - 28 Syberyjski pułk strzelców – Irkuck
- 7 Syberyjska Brygada Artylerii